# Zukunftsstiftung Landwirtschaft
Die Zukunftsstiftung Landwirtschaft ist eine Stiftung zur Förderung der ökologisch und sozial nachhaltigen Landbewirtschaftung.

## Zukunftsstiftung Landwirtschaft
Die Stiftung will wegweisende Projekte der ökologisch und sozial nachhaltigen Landbewirtschaftung fördern. Sie verfolgt das Ziel, die biologische Landwirtschaft als Leitbild künftiger Agrarpolitik zu etablieren. Durch finanzielle Unterstützung wird besonders auch die biologisch-dynamische Landwirtschaft weiterentwickelt, zum Beispiel in den Bereichen Pflanzenzüchtung und Saatgut.
Die Stiftung fördert ausschließlich gemeinnützige Zwecke und Projekte in Wissenschaft, Forschung, Bildung, Erziehung, Umwelt-, Naturschutz, Landschaftspflege, Gesundheit, Jugend- und Altenhilfe.

## Ziele
Die Ziele der Zukunftsstiftung Landwirtschaft sind laut ihrer Satzung:
- die Förderung der Erforschung und Erprobung der methodischen und praktischen Grundlagen ökologischer Landwirtschaft sowie Volks- und Berufsbildung in diesem Zusammenhang;
- die Förderung kultureller, pädagogischer und therapeutischer Zwecke auf der Grundlage der besonderen Möglichkeiten der ökologischen Landwirtschaft;
- die Förderung der Landschaftspflege und des Natur- und Umweltschutzes und von Maßnahmen zur Erhaltung und Entwicklung der Artenvielfalt im tierischen und pflanzlichen Bereich sowie der Regenerationsfähigkeit;
- die Förderung der Saatgutforschung als Grundlage für die Entwicklung standortbezogener Saatgutsorten;
- die Erforschung und Entwicklung von neuen Methoden und Verfahren für die Beurteilung und Messung von Nahrungsqualität;
- die Förderung des Tierschutzes und der artgerechten Tierhaltung.

## Organisation
Rechtlich ist die Zukunftsstiftung Landwirtschaft eine unselbstständige Stiftung, die mit der GLS Gemeinschaftsbank assoziiert ist und deren Geschäftsführung von der GLS Treuhand in Bochum besorgt wird.
Die Stiftung wurde im Jahr 2000 gegründet. Die Gründungsstifterinnen und -stifter hatten zunächst ein Stiftungsvermögen von rund 1,5 Mio. EUR aufgebracht, das ausgeschüttet und kontinuierlich durch neue Spenden wieder aufgefüllt wird.
Organe der Zukunftsstiftung Landwirtschaft sind das Kuratorium, der Stiftungsrat und die Geschäftsführung.
Das Kuratorium wird von der GLS Treuhand e. V. berufen. Es entwickelt die Leitlinien der Zukunftsstiftung mit, genehmigt das Jahresbudget und berät den Stiftungsrat. Der Stiftungsrat berät die Geschäftsführung, entscheidet über die Vergabe von Stiftungsmitteln und über die Vorgaben zur Verwaltung des Stiftungsvermögens. Im Schwerpunktbereich Saatgut entscheidet ein gemeinsamer Treuhänderkreis von Stiftern und Züchtern über die Vergabe der Fördermittel. Zuwendungen können im Rahmen der Ziele der Stiftung auch zweckgebunden für bestimmte Projekte erfolgen.
Weitere Stiftungen der GLS Treuhand e. V. sind unter anderem die Zukunftsstiftung Bildung, die Zukunftsstiftung Energie und die Zukunftsstiftung Gesundheit.

## Arbeitsfelder
Der Schwerpunkt der Stiftung liegt über den Saatgutfonds in der Förderung der Züchtungsforschung im Bereich Gemüse, Getreide und Obst, die den Erfordernissen des ökologischen Anbaus entsprechen. Zu ihren Partnern gehören in diesem Bereich beispielsweise Cultivari Getreidezüchtungsforschung Darzau, GZPK, Keyserlingk-Institut, Kultursaat e. V., Saat:gut e. V. und deren Projekt Apfel:gut, Poma Culta, Sativa Rheinau AG, sowie die Forschung & Züchtung Dottenfelderhof. 
Weitere Schwerpunkte sind
- die Förderung artgerechter Tierzucht über den Tierzuchtfonds[13] beispielsweise im Bereich Geflügel und Rinder
- die Förderung von Schulbauernhöfen und anderen Möglichkeiten, Kindern die Wirklichkeit der Landwirtschaft näherzubringen.
- die Entwicklung neuer Methoden zur Beurteilung der Qualität von Lebensmitteln, etwa durch bildschaffende Methoden
- die Verteidigung der Gentechnikfreiheit von biologischem und konventionellem Saatgut und Aufklärung über die Folgen des Einsatzes der Gentechnik in der Landwirtschaft, insbesondere durch ihr Berliner Büro und dessen Initiative Save Our Seeds

## Projekte
2000m², auch Weltacker genannt, ist ein Projekt, das 2015 in Berlin-Gatow durchgeführt wurde und 2016/2017 im Rahmen der IGA in Berlin-Marzahn weitergeführt wird. Es basiert darauf, dass rein rechnerisch für jeden Erdbewohner eine Ackerfläche von etwa 2000 m² zur Verfügung steht. Als visuelle Hilfestellung zeigt es auf dem Weltacker die Bepflanzung der Ackerfläche der Erde im Kleinen und will erfahrbar machen, dass gesunde Ernährung mit Lebensmitteln, die auf dieser Fläche erzeugt werden, möglich ist. Das Projekt hat auch einen Bildungsauftrag.
Die Zukunftsstiftung Landwirtschaft hat zusammen mit der Stiftung Eine Welt – Eine Zukunft einen 52-seitigen Kommentar zum Weltagrarbericht 2008 veröffentlicht, der seitdem regelmäßig neu aufgelegt wird. Die Zukunftsstiftung Landwirtschaft unterhält auch ein Informationsportal zum Weltagrarbericht.